# 박종현 (편집자)
박종현(朴鐘顕, 1975년 7월 22일~)은 대한민국의 만화 편집자이다. 재일 한국인인 그는 1999년에 고단샤에 입사한 뒤 주간 소년 매거진 편집자가 되어 《GTO》, 《일곱 개의 대죄》 등을 담당했다.